# Uthman Marwandi

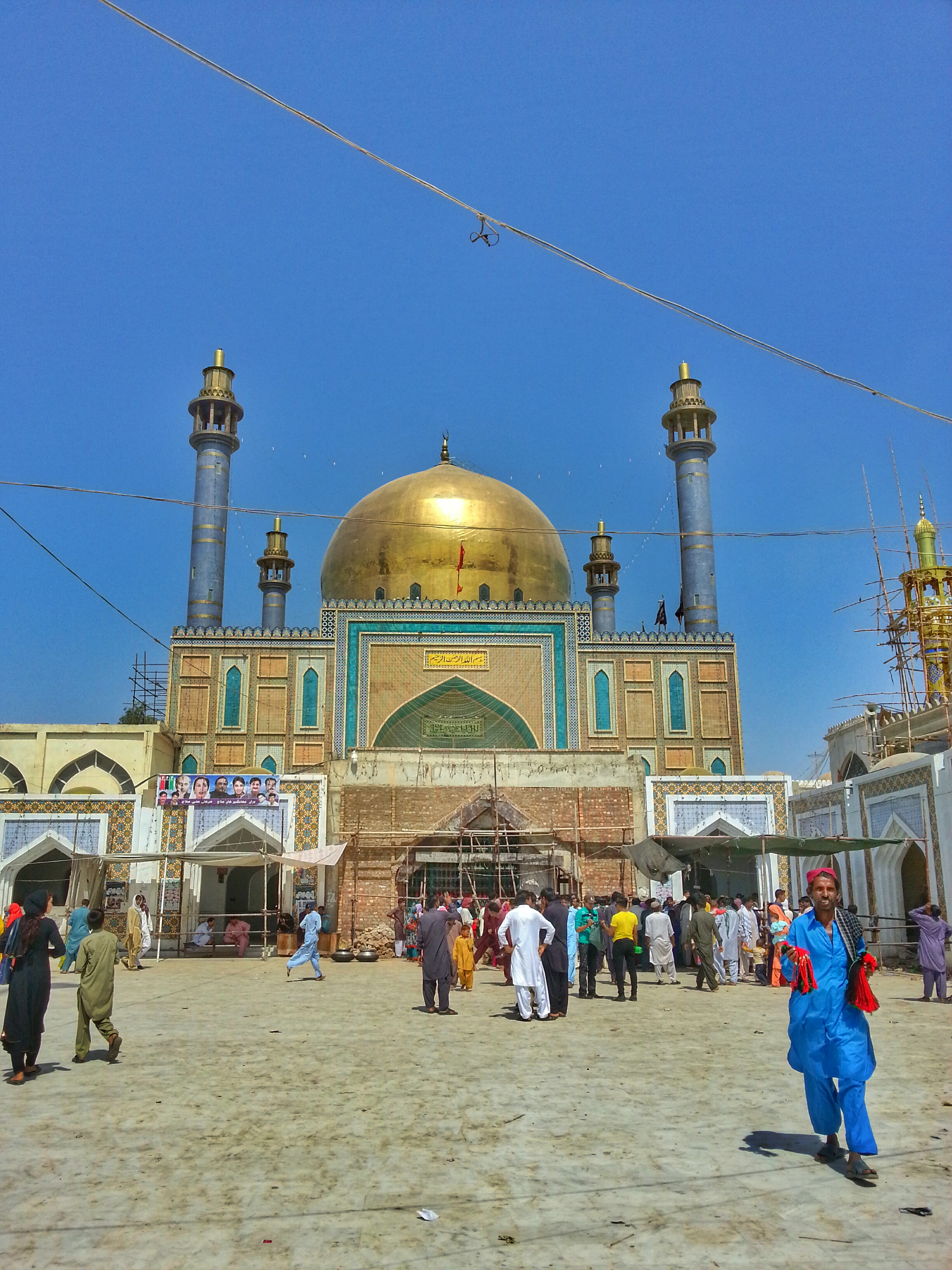
Schrein für Lal Shahbaz Qalandar in Sehwan Sharif

Uthman Marwandi (* 1177; † 1274), bekannt als Lal Schahbaz Qalandar, war ein Sufi-Meister aus dem 13. Jahrhundert. Er stammte ursprünglich aus Marwand im heutigen Afghanistan und ging später in Richtung Osten nach Sehwan Sharif in der heutigen pakistanischen Provinz Sindh. Dort wirkte er am unteren Indus am Ort eines alten Shiva-Heiligtums. Er soll dort zunächst in einem hohlen Baumstamm außerhalb des Ortes und später auch im Prostituiertenviertel gelebt haben. 
Hauptsächlich sehen sich Qalandar-Derwische in seiner Tradition und betrachten ihn somit als ihren spirituellen Meister. Er hat den Ehrennamen Lal Schahbaz, was „roter Königsfalke“ bedeutet. Sein Schrein in Sehwan Sharif ist ein bedeutender Wallfahrtsort, und das ihm gewidmete Lied Mast Qalandar wird landesweit von Qawwali-Sängern gesungen. Am Todestag des Heiligen (ʿurs, etwa „heilige Hochzeit“) und an den allgemeinen islamischen Feiertagen kommen große Pilgerscharen am Schrein zusammen. Von wesentlicher Bedeutung sind dabei Musik und Tanz. Der rituelle, ekstatische Tanz wird von Trommelspiel (dhamal, auch der Tanz insgesamt wird umgangssprachlich so bezeichnet) begleitet. Geschlagen werden die Kesseltrommeln naqqara und die zweifelligen Fasstrommeln dhol.

## Angriff des IS
Am 16. Februar 2017 zündete ein Selbstmordattentäter während der Trommeltanzzeremonie im Heiligtum eine Bombe und tötete dabei insgesamt 88 Personen und verletzte über 340 Personen zum Teil schwer. Unter den Getöteten waren mindestens 20 Kinder und 9 Frauen. Zu dem Anschlag bekannte sich der Islamic State of Iraq and the Levant (ISIL) eine Unterformation des IS.

## Dokumentarfilm
- Martin Weinhart: Der rote Sufi, Deutschland 2009